# Liste der französischen Botschafter in Niger
Die Liste der französischen Botschafter in Niger beginnt 1960, im Jahr der Unabhängigkeit Nigers von Frankreich. Der Sitz der Botschaft ist in Niamey.
| Akkreditiert ab | Botschafter             | Ernannt von              | Akkreditiert bei        | Akkreditiert bis |
| --------------- | ----------------------- | ------------------------ | ----------------------- | ---------------- |
| 4. Aug. 1960    | Don Jean Colombani      | Charles de Gaulle        | Hamani Diori            | 1962             |
| 3. Okt. 1962    | Paul Fouchet            | Charles de Gaulle        | Hamani Diori            | 1964             |
| 19. Mai 1964    | Albert Tréca            | Charles de Gaulle        | Hamani Diori            | 1968             |
| 2. März 1968    | Michel Wintrebert       | Charles de Gaulle        | Hamani Diori            | 1970             |
| 27. Apr. 1970   | Claude-François Rostain | Georges Pompidou         | Hamani Diori            | 1972             |
| 13. Nov. 1972   | Paul-Henri Gaschignard  | Georges Pompidou         | Hamani Diori            | 1975             |
| 26. Nov. 1975   | Henri Costilhes         | Valéry Giscard d’Estaing | Seyni Kountché          | 1980             |
| 28. Aug. 1980   | Alain Marie Pierret     | Valéry Giscard d’Estaing | Seyni Kountché          | 1982             |
| 7. Mai 1982     | Maurice Courage         | François Mitterrand      | Seyni Kountché          | 1985             |
| 22. Feb. 1985   | Claude Soubeste         | François Mitterrand      | Seyni Kountché          | 1988             |
| 16. März 1988   | Michel Lunven           | François Mitterrand      | Ali Saibou              | 1993             |
| 6. März 1993    | Jean-François Lionnet   | François Mitterrand      | Ali Saibou              | 1996             |
| 17. Sep. 1996   | Albert Pavec            | Jacques Chirac           | Ibrahim Baré Maïnassara | 2000             |
| 24. Jan. 2000   | Denis Vène              | Jacques Chirac           | Mamadou Tandja          | 2004             |
| 23. Apr. 2004   | François Ponge          | Jacques Chirac           | Mamadou Tandja          | 2007             |
| 6. Nov. 2007    | Alain Holleville        | Nicolas Sarkozy          | Mamadou Tandja          | 2011             |
| 7. Okt. 2011    | Christophe Bouchard     | Nicolas Sarkozy          | Mahamadou Issoufou      | 2014             |
| 28. März 2014   | Antoine Anfré           | François Hollande        | Mahamadou Issoufou      | 2015             |
| 17. Sep. 2015   | Marcel Escure           | François Hollande        | Mahamadou Issoufou      | 2018             |
| 16. Jan. 2019   | Alexandre Garcia        | Emmanuel Macron          | Mahamadou Issoufou      | 2022             |
| 7. Okt. 2022    | Sylvain Itté            | Emmanuel Macron          | Mohamed Bazoum          |                  |